# Aleš Trčka
Aleš Trčka (Praga, 14 d'agost de 1961) va ser un ciclista txecoslovac, d'origen txec, que s'especialitzà en la pista. Va guanyar tres medalles, una d'elles d'or, als Campionats del món en Persecució per equips.

## Palmarès
- 1982
  - Vencedor d'una etapa a la Volta a la Baixa Saxònia
- 1986
  -  Campió del món en Persecució per equips (amb Teodor Černý, Pavel Soukup i Svatopluk Buchta)